# Luigi Piccatto
Luigi Piccatto (Torino, 13 luglio 1954 – Asti, 14 marzo 2023) è stato un fumettista, giocatore di football americano e allenatore di football americano italiano.

## Biografia
Nel 1977 esordì nel mondo del fumetto disegnando Chris Lean, serie pubblicata su Corrier Boy. Tra il 1981 e il 1982 disegnò brevi episodi autoconclusivi per Skorpio e Lanciostory, mentre nel 1985 disegna Il ribelle per Jeans avventure
Dal 1981 al 1990 lavorò come storyboard/visualiser free-lance per diverse agenzie.
Il grande salto avvenne nel 1986, quando Sergio Bonelli Editore lo assunse nel team di disegnatori del neonato Dylan Dog, di cui divenne uno dei più prolifici autori: disegnò 35 albi della serie mensile (suoi gli episodi "cult" Golconda, Verso un mondo lontano e Il battito del tempo) e fu autore di tutta la serie Dylan presenta Groucho (9 albi). Disegnò anche tredici racconti brevi e di più lungo respiro tra Almanacco della Paura, Speciali e vari Albi Gigante. Parallelamente, tra il 1986 e il 1988 disegnò Roy Rod e Abular per il Corriere dei piccoli.
A partire dal 1999 disegnò alcuni episodi di Magico Vento (2006) e  Demian (2007). 
Nel 2006 venne insignito dai lettori della rivista Fumo di China come miglior disegnatore di stile realistico.
Nel 2007 la comunità collinare "Tra Langa e Monferrato" commissionò una storia a fumetti ambientata nel 1100 Martino di Loreto sceneggiata dal medievalista Renato Bordone albo brossurato di 71 pagine edito da "Scrittura Pura".
Nel 2012  realizzò il graphic novel Darwin, che racconta un'avventura nella Parigi sconvolta dallo scatenarsi di forze misteriose in cui un gruppo di giovani sopravvissuti cercano di salvare la loro civiltà - con la collaborazione alle scenografie e chine di Renato Riccio e Matteo Santaniello.
È morto ad Asti, città in cui viveva da anni, il 14 marzo 2023.

## Sport
Nel 1979 fu uno dei fondatori dei Giaguari Torino, nei quali militò anche come quarterback fra il 1981 e il 1984, per poi diventarne allenatore. Il suo numero di maglia è stato ritirato dalla squadra.

## Opere
- Dylan Dog (66 albi della serie regolare più varie storie in albi fuori serie), Sergio Bonelli Editore
- Gianfranco Manfredi (testi), Luigi Piccatto (disegni); Gli spietati, in Magico Vento n. 23, Sergio Bonelli Editore, maggio 1999.
- Gianfranco Manfredi (testi), Luigi Piccatto (disegni); I quattro sciamani, in Magico Vento n. 39, Sergio Bonelli Editore, settembre 2000.
- Gianfranco Manfredi (testi), Luigi Piccatto e Cristiano Spadavecchia (disegni); Il segreto di Aiwass, in Magico Vento n. 48, Sergio Bonelli Editore.
- Gianfranco Manfredi (testi), Luigi Piccatto e Cristiano Spadavecchia (disegni); Il cospiratore, in Magico Vento n. 58, Sergio Bonelli Editore, marzo 2002.
- Pasquale Ruju (testi), Luigi Piccatto e Giorgio Sommacal (disegni); Il ricordo e la vendetta, in Demian n. 1, Sergio Bonelli Editore, maggio 2006.
- Pasquale Ruju (testi), Luigi Piccatto e Giorgio Sommacal (disegni); La montagna insanguinata, in Demian n. 10, Sergio Bonelli Editore, febbraio 2007.
- Luigi Piccatto e Paola Barbato (testi), Luigi Piccatto, Renato Riccio e Matteo Santaniello (disegni); Darwin, in Romanzi a fumetti Bonelli n. 7, Sergio Bonelli Editore, giugno 2012.
- Walter Riccio (soggetto e sceneggiatura), Luigi Piccatto (regia e chine), Giulia F. Missaglia (matite); Da Caporetto alla Vittoria - La storia di un Alpino, Associazione Nazionale Alpini, maggio 2016.